# Apokalyptik

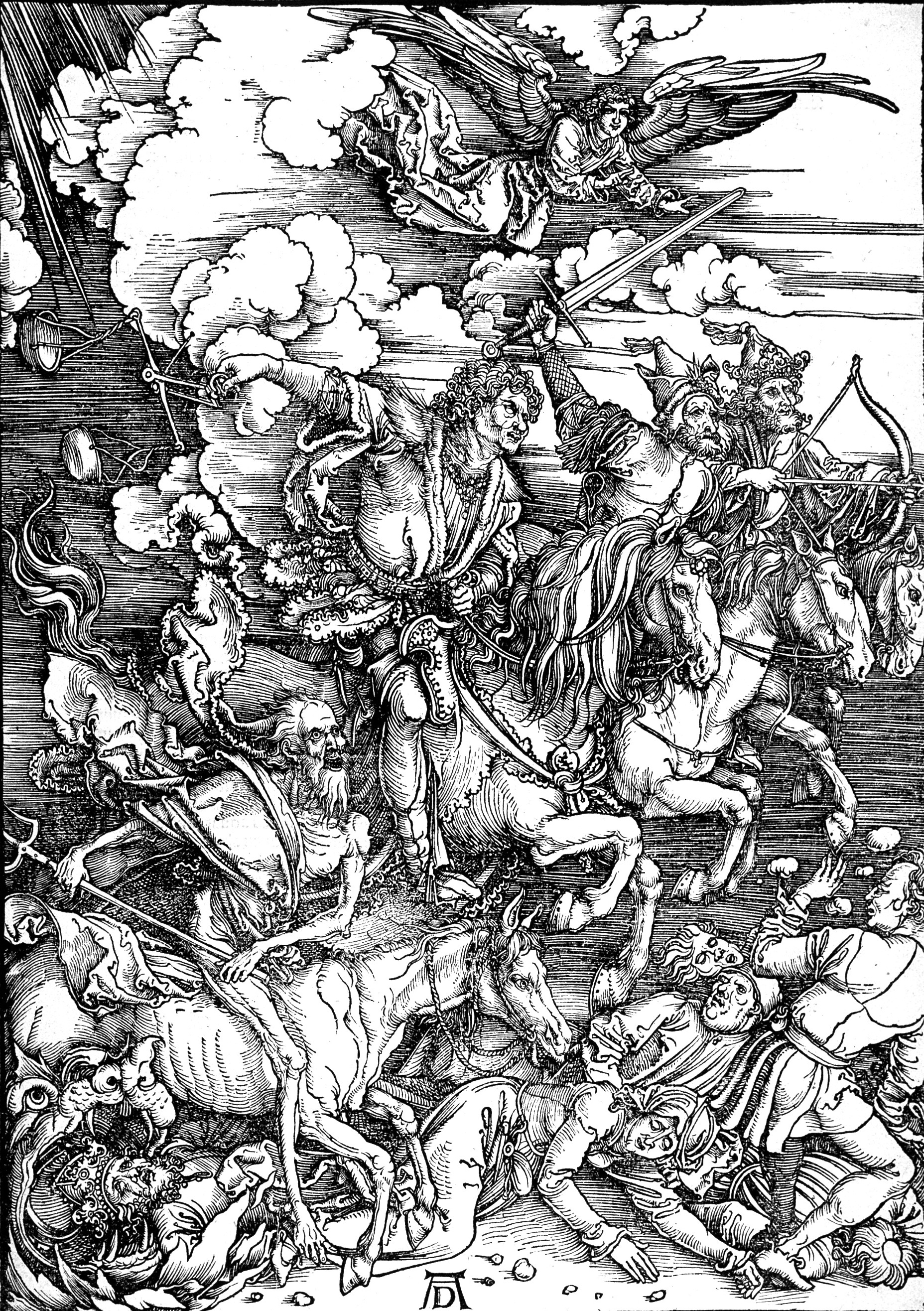
Apokalypsens fyra ryttare av Albrecht Dürer.

Apokalyptik (att härleda ur grekiskans ἀποκαλύπτω, "avslöja", "uppenbara") avser litteratur om tidens slut och begreppet går att härleda till den judisk-kristna idésfären. Motsvarigheter till de dramatiska skeden som framträder i dessa skrifter (ibland benämnt som "apokalypsen") förekommer dock även inom vissa riktningar av islam och rör sådant som Guds slutgiltiga seger över ondskan vid världens eller historiens slut och domedagen. Inom akademin har man därför ibland kommit att tala om och applicera termen "apokalyptik" så den blir användbar också på andra religioner med ett beskrivet slutskede för världen. Det går således tex att tala om zoroastrismens saoshyant och den fornnordiska mytologins texter om  ragnarök som apokalyptik.
Apokalyptiska texter återfinns redan i Gamla testamentet men genren fick sin utveckling och höjdpunkt under århundradena före och efter vår tideräknings början, först som judiska skrifter och därefter inom såväl kristendom som gnosticism och zoroastrism. 
De viktigaste uppenbarelserna i den kristna apokalyptiken (som sorterar dogmatisk under eskatologin) är Kristi återkomst (parusi), tusenårsriket (millenniet) och den yttersta domen. Johannes uppenbarelse är den enda renodlat apokalyptiska texten i Nya Testamentet, men vissa andra nytestamentliga passager (t.ex. Jesus i synoptikerna) går att hänföra till den apokalyptiska textgenren. Paulus utlägger vid ett flertal tillfällen den yttersta tiden i mer eller mindre systematisk form och sammantaget bildar dessa nytestamentliga texter grunden för kristen eskatologi och den apokalytik mot vilken andra apokalyptiska (såväl inombibliska som utombibliska) skrifter jämförs.